# Maruina jezeki
Maruina jezeki är en tvåvingeart som beskrevs av Freddy Bravo 2005. Maruina jezeki ingår i släktet Maruina och familjen fjärilsmyggor. Inga underarter finns listade i Catalogue of Life.